# Список колледжей и университетов Айдахо
В список высших учебных заведений американского штата Айдахо включены государственные и частные колледжи и университеты с двухлетним и четырёхлетним сроком обучения.

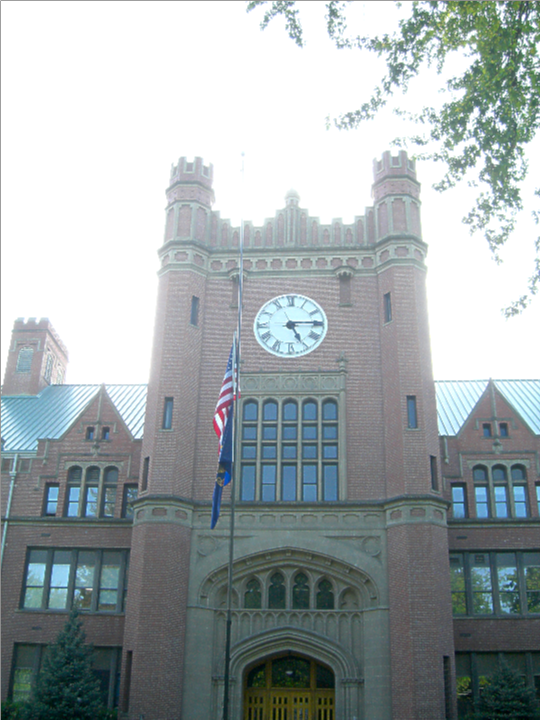
Административное здание Университета Айдахо
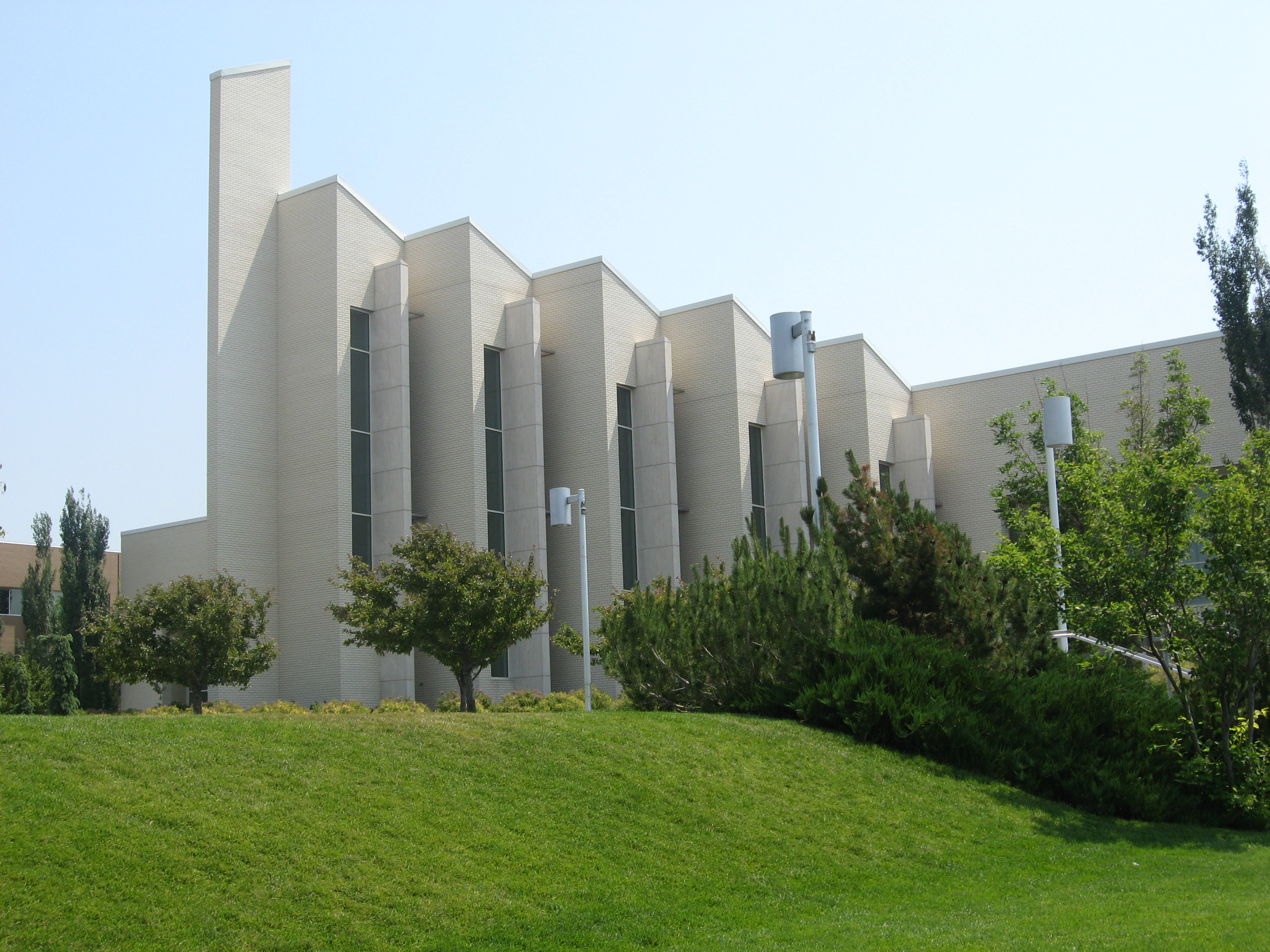
Здание имени Джона Тейлора Университета Бригама Янга
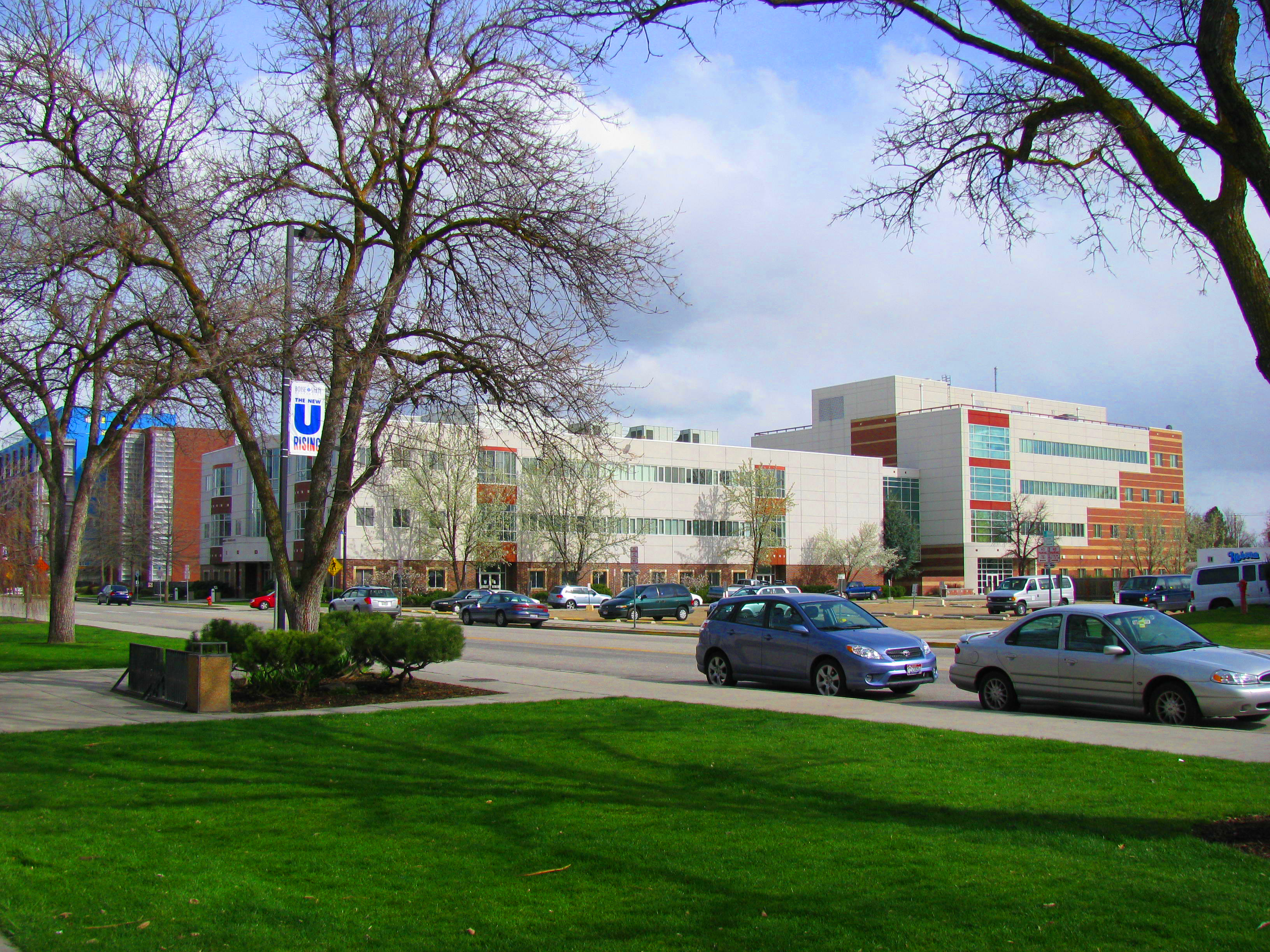
Инженерный центр Университета штата Айдахо в Бойсе

## Государственные колледжи и университеты
| Учебное заведение                       | Город       | Градация             | Количество студентов | Год основания |
| --------------------------------------- | ----------- | -------------------- | -------------------- | ------------- |
| Государственный колледж Льюиса - Кларка | Льюистон    |                      | 3 500                | 1893          |
| Колледж западного Айдахо                | Нампа       | Общественный колледж | 1 100                | 2007          |
| Колледж северного Айдахо                | Кер-д’Ален  | Общественный колледж | 7 800                | 1933          |
| Колледж южного Айдахо                   | Туин-Фолс   | Общественный колледж | 7 000                | 1965          |
| Технический колледж восточного Айдахо   | Айдахо-Фолс | Общественный колледж |                      | 1969          |
| Университет Айдахо                      | Москоу      |                      | 11 957               | 1889          |
| Университет штата Айдахо в Бойсе        | Бойсе       |                      | 19 964               | 1932          |
| Университет штата Айдахо в Покателло    | Покателло   |                      | 15 553               | 1901          |

## Частные колледжи и университеты
| Учебное заведение                        | Город    | Градация                   | Количество студентов | Год основания |
| ---------------------------------------- | -------- | -------------------------- | -------------------- | ------------- |
| Библейский колледж Бойсе                 | Бойсе    | Общественный колледж       | 7 000                | 1965          |
| Колледж Айдахо                           | Колдуэлл | Колледж свободных искусств | 1 010                | 1891          |
| Новый колледж святого Андрея             | Москоу   |                            | 160                  | 1994          |
| Северо-западный назареянский университет | Нампа    | Колледж свободных искусств | 26 353               | 1908          |
| Университет Бригама Янга                 | Рексберг |                            | 14 944               | 1888          |